# Giovanni Adamo I del Liechtenstein
Giovanni Adamo I del Liechtenstein, detto il Ricco (nome completo in tedesco Johann Adam Andreas; Brno, 30 novembre 1656/1657, 30 dicembre 1656 o 16 agosto 1662 – Vienna, 16 o 18 giugno 1712), è stato principe sovrano del Liechtenstein dal 1684 al 1712.

## Biografia

### Infanzia
Nacque il 16 agosto 1657 a Brno da Carlo Eusebio del Liechtenstein e da Giovanna Beatrice di Dietrichstein-Nikolsburg.

### Matrimonio
Il 13 febbraio 1681, Giovanni Adamo Andrea sposò la cugina Edmunda Maria Teresa di Dietrichstein-Nikolsburg, figlia del principe Ferdinando Giuseppe di Dietrichstein e di sua moglie, la principessa Maria Elisabetta di Eggenberg.

### Principe del Liechtenstein

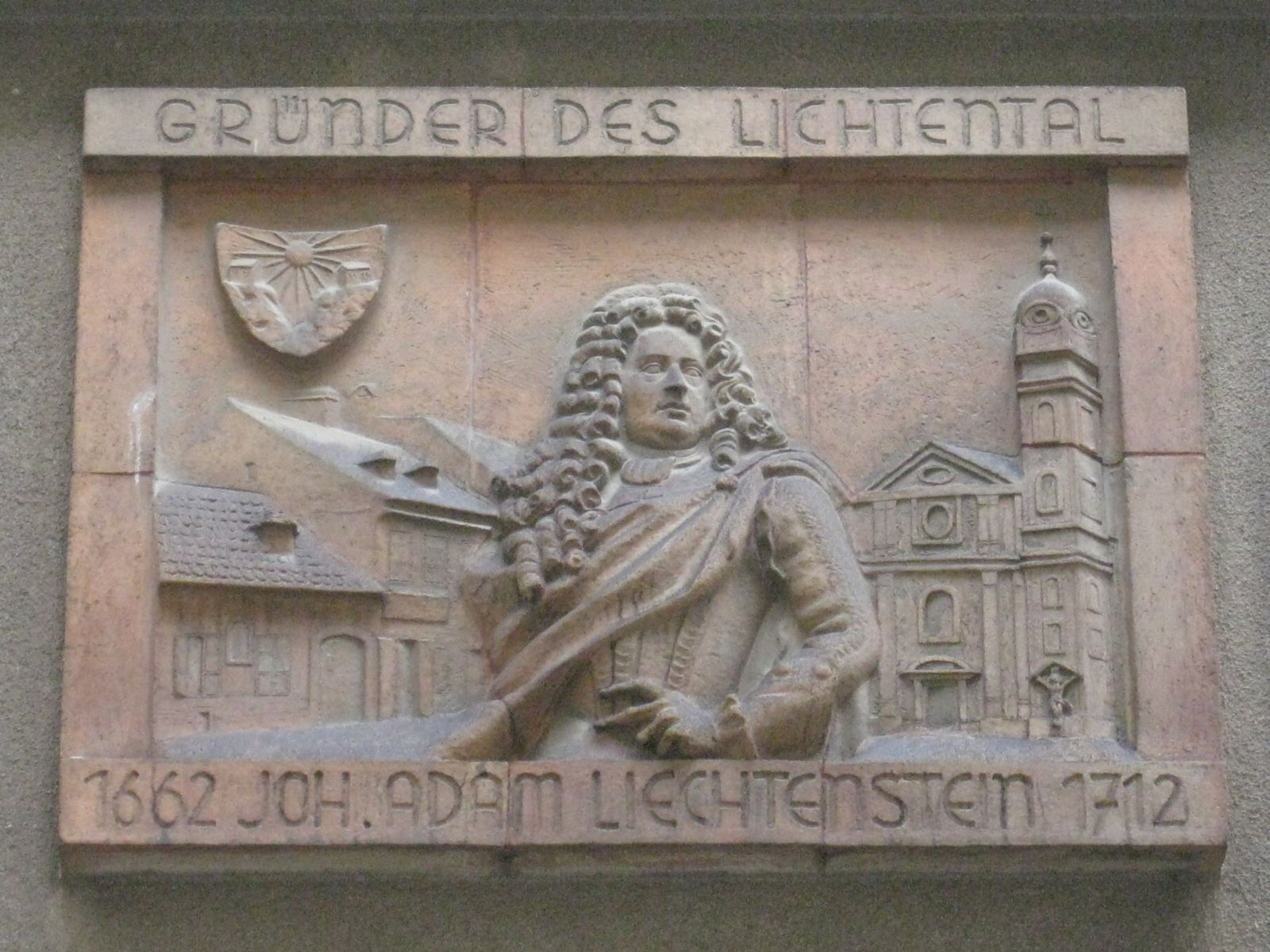
Il principe Johann Adam del Liechtenstein in un bassorilievo

Nel 1699 acquisì la Signoria di Schellenberg e nel 1712 la Contea di Vaduz. Questi due domini costituirono il futuro principato del Liechtenstein.
Johann non ottenne mai alcun incarico alla corte imperiale, ma vi lavorò occasionalmente. Fu un esperto di finanza e questo estese i guadagni del piccolo stato. Per questo motivo era conosciuto anche come Giovanni Adamo Andrea "il Ricco".
Nell'amministrare le proprie proprietà dimostrò particolare interesse per l'arte. Acquistò dipinti di Rubens e van Dyck per la propria collezione, distinguendosi come uno dei mecenati più generosi della sua epoca. Johann costruì anche due residenze per la sua famiglia, un palazzo nella Bankgasse di Vienna e un palazzo estivo a Rossau.

### Morte
Morì a Vienna il 16 giugno 1712.

## Discendenza
Il principe Giovanni Adamo Andrea e Edmunda Maria Teresa di Dietrichstein-Nikolsburg ebbero:
- Principessa Maria Elisabetta del Liechtenstein (1683-1744) sposò Massimiliano II del Liechtenstein (1641-1709), figlio di Hartmann III del Liechtenstein e fratello maggiore dei principi Antonio Floriano (1656-1721) e Filippo Erasmo (1664-1704), nonché pronipote di Carlo I. Alla morte di Massimiliano II si risposò col Duca Leopoldo, duca di Schleswig-Holstein-Sonderburg-Wiesenburg (1674-1744), madre di Eleonora, Duchessa di Guastalla come moglie di Giuseppe Maria Gonzaga;
- Carlo Giuseppe (1684-1704);
- Principessa Maria Antonia (1687-1750) sposò Márk Czobor de Czoborszentmihály († 1728) e alla morte di questi si risposò col Conte Karl Hrzan von Harras;
- Francesco Domenico (1689-1711);
- Principessa Maria Gabriella (1692-1713) sposò il Principe Giuseppe Giovanni Adamo del Liechtenstein (1690-1732);
- Principessa Maria Teresa (1694-1772) sposò il Duca Emanuele Tommaso di Savoia-Soissons (1687-1713);
- Principessa Maria Domenica (1698-1724) sposò il Principe Enrico Giuseppe di Auersperg (1697-1783).

## Ascendenza
|                                               |                                |                                               | Genitori                                     |  |  | Nonni |  |  | Bisnonni                               |  |  | Trisnonni                                   |  |
|                                               |                                |                                               |                                              |  |  |       |  |  | Hartmann II di Liechtenstein-Feldsberg |  |  | Giorgio Hartmann di Liechtenstein-Feldsberg |  |
|                                               |                                |                                               |                                              |  |  |       |  |  | Hartmann II di Liechtenstein-Feldsberg |  |  | Giorgio Hartmann di Liechtenstein-Feldsberg |  |
|                                               |                                | Susanna di Liechtenstein-Nickolsburg          |                                              |  |  |       |  |  | Hartmann II di Liechtenstein-Feldsberg |  |  |                                             |  |
| Carlo I del Liechtenstein                     |                                |                                               |                                              |  |  |       |  |  | Hartmann II di Liechtenstein-Feldsberg |  |  |                                             |  |
|                                               |                                | Anna di Ortenburg                             | Carlo di Ortenburg                           |  |  |       |  |  |                                        |  |  |                                             |  |
|                                               |                                | Anna di Ortenburg                             | Carlo di Ortenburg                           |  |  |       |  |  |                                        |  |  |                                             |  |
|                                               |                                | Anna di Ortenburg                             | Maximiliana von Frauenberg zum Haag          |  |  |       |  |  |                                        |  |  |                                             |  |
| Carlo Eusebio del Liechtenstein               |                                | Anna di Ortenburg                             |                                              |  |  |       |  |  |                                        |  |  |                                             |  |
|                                               |                                | Johann Schembera von Czernahor von Boskowitz  | Wenzel Schembera von Czernahor von Boskowitz |  |  |       |  |  |                                        |  |  |                                             |  |
|                                               |                                | Johann Schembera von Czernahor von Boskowitz  | Wenzel Schembera von Czernahor von Boskowitz |  |  |       |  |  |                                        |  |  |                                             |  |
|                                               |                                | Johann Schembera von Czernahor von Boskowitz  | Anna Černohorská                             |  |  |       |  |  |                                        |  |  |                                             |  |
| Anna Maria Šemberová di Boskovic e Černá Hora |                                | Johann Schembera von Czernahor von Boskowitz  |                                              |  |  |       |  |  |                                        |  |  |                                             |  |
|                                               |                                | Anna Kraiger von Kraigk                       | ?                                            |  |  |       |  |  |                                        |  |  |                                             |  |
|                                               |                                | Anna Kraiger von Kraigk                       | ?                                            |  |  |       |  |  |                                        |  |  |                                             |  |
|                                               |                                | Anna Kraiger von Kraigk                       | ?                                            |  |  |       |  |  |                                        |  |  |                                             |  |
| Giovanni Adamo Andrea del Liechtenstein       |                                | Anna Kraiger von Kraigk                       |                                              |  |  |       |  |  |                                        |  |  |                                             |  |
|                                               | Sigismondo II di Dietrichstein | Adamo di Dietrichstein                        |                                              |  |  |       |  |  |                                        |  |  |                                             |  |
|                                               | Sigismondo II di Dietrichstein | Adamo di Dietrichstein                        |                                              |  |  |       |  |  |                                        |  |  |                                             |  |
|                                               | Sigismondo II di Dietrichstein | Margarida Folch de Cardona y de Requesens     |                                              |  |  |       |  |  |                                        |  |  |                                             |  |
| Massimiliano II di Dietrichstein–Nikolsburg   | Sigismondo II di Dietrichstein |                                               |                                              |  |  |       |  |  |                                        |  |  |                                             |  |
|                                               |                                | Giovanna della Scala                          | Hans Warmund Della Scala                     |  |  |       |  |  |                                        |  |  |                                             |  |
|                                               |                                | Giovanna della Scala                          | Hans Warmund Della Scala                     |  |  |       |  |  |                                        |  |  |                                             |  |
|                                               |                                | Giovanna della Scala                          | Elisabetta di Thurn                          |  |  |       |  |  |                                        |  |  |                                             |  |
| Giovanna Beatrice di Dietrichstein-Nikolsburg |                                | Giovanna della Scala                          |                                              |  |  |       |  |  |                                        |  |  |                                             |  |
|                                               |                                | Carlo I del Liechtenstein                     | Hartmann II del Liechtenstein                |  |  |       |  |  |                                        |  |  |                                             |  |
|                                               |                                | Carlo I del Liechtenstein                     | Hartmann II del Liechtenstein                |  |  |       |  |  |                                        |  |  |                                             |  |
|                                               |                                | Carlo I del Liechtenstein                     | Anna di Ortenburg                            |  |  |       |  |  |                                        |  |  |                                             |  |
| Anna Maria del Liechtenstein                  |                                | Carlo I del Liechtenstein                     |                                              |  |  |       |  |  |                                        |  |  |                                             |  |
|                                               |                                | Anna Maria Šemberová di Boskovic e Černá Hora | Johann Schembera von Czernahor von Boskowitz |  |  |       |  |  |                                        |  |  |                                             |  |
|                                               |                                | Anna Maria Šemberová di Boskovic e Černá Hora | Johann Schembera von Czernahor von Boskowitz |  |  |       |  |  |                                        |  |  |                                             |  |
|                                               |                                | Anna Maria Šemberová di Boskovic e Černá Hora | Anna Kraiger von Kraigk                      |  |  |       |  |  |                                        |  |  |                                             |  |
|                                               |                                | Anna Maria Šemberová di Boskovic e Černá Hora |                                              |  |  |       |  |  |                                        |  |  |                                             |  |